# Tausserte
Tausserte (Tausert) ou Tuosserete (Twosret) foi uma rainha egípcia da XIX dinastia que à semelhança de Hatexepsute governou o Antigo Egipto sozinha. O seu nome significa "A Poderosa". 
As informações disponíveis sobre Tausserte são escassas. Pensa-se que fosse uma princesa descendente da família de Ramessés II, que como se sabe teve inúmeros filhos das suas esposas e concubinas (supostamente mais de 150). Tausserte foi casada com o faraó Seti II, filho de Merneptá. O reinado de Seti II durou seis anos, sugerindo alguns autores que o rei foi perturbado por um usurpador, Amenemósis, descendente de Ramessés II.
Seti II teve três esposas. Com a sua primeira esposa, Takhat II, o rei não teve filhos; com Tausserte teve um filho que possivelmente morreu ao nascimento, o príncipe Seti-Merneptá. Com uma mulher síria, Sutailja, Seti II teve Siptá, que apenas governou durante seis anos. As análises 
à múmia de Siptá revelam que este rei teve uma fraca saúde, possuindo uma perna atrofiada em resultado de poliomielite, sendo provável que o seu reinado tenha sido mais teórico do que efectivo.  
Assim sendo, Tausserte enquanto "Grande Esposa Real" de Seti II foi regente face à menoridade e fraca saúde de Siptá. Tausserte foi auxiliada na sua acção governativa pelo Chanceller Bay, um escriba de Seti II de ascendência síria. Quando Siptá faleceu, Tausserte governou ainda durante mais dois anos.
O nome da rainha encontra-se inscrito em monumentos da região do Delta do Nilo, no deserto do Sinai e na Núbia. A sul do Ramesseum, Tausserte ordenou a construção de um templo funerário, que foi descoberto por William Petrie.
Pensa-se que Tausserte foi inicialmente sepultada no Vale dos Reis, no túmulo número 14 (KV14), um das maiores desta necrópole com 110 metros de comprimento. Este túmulo seria mais tarde apropriado por Setnakht, primeiro faraó da XX dinastia. Dele apenas se preservam uma pequena parte dos tesouros. A múmia da rainha não foi ainda identificada, tendo sido sugerido que os restos de uma mulher encontrados no túmulo número 35 do Vale dos Reis possam ser de Tausserte.
O nome desta rainha aparece sobre a forma Taoser na obra Roman de la momie do escritor Théophile Gautier, mas a personagem retratada não tem qualquer relação com a rainha.